# 瀬名新川
瀬名新川（せなしんかわ）は、静岡県静岡市葵区・清水区を流れる巴川水系の二級河川。
葵区瀬名の弁天池を主な水源とし、付近の伏流水を集めながら水量を増し、清水区鳥坂で継川に合流する。 

## 地理
葵区瀬名を縦断する長尾川は雨天直後を除いて瀬切れを起こす日が多く、河床から浸透した伏流水は瀬名・鳥坂地区一帯で湧き出している（瀬名鳥坂自噴帯）。   
湧水の一つが葵区瀬名一丁目にある弁天池で、江戸時代に灌漑用水池として整備され、その水は枝分かれして付近の農地を潤した。
現在、池から流れ出る水の殆どは市営瀬名南団地の敷地内を南下し、400ｍほど流下した地点が二級河川としての起点となっている。 
また、葵区瀬名川地区の北東寄りほぼ半分は瀬名新川の流域となる住宅街であるが、至る所で地下水が自噴し、生活用水として利用されている様が見られる。 

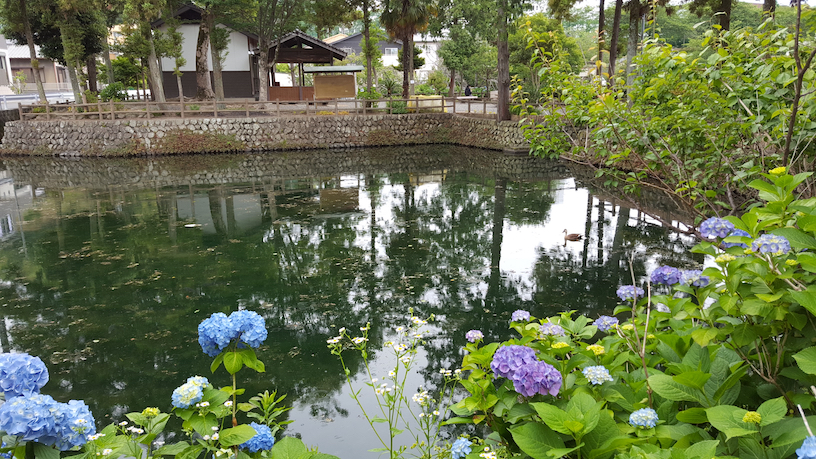
弁天池（葵区瀬名一丁目）
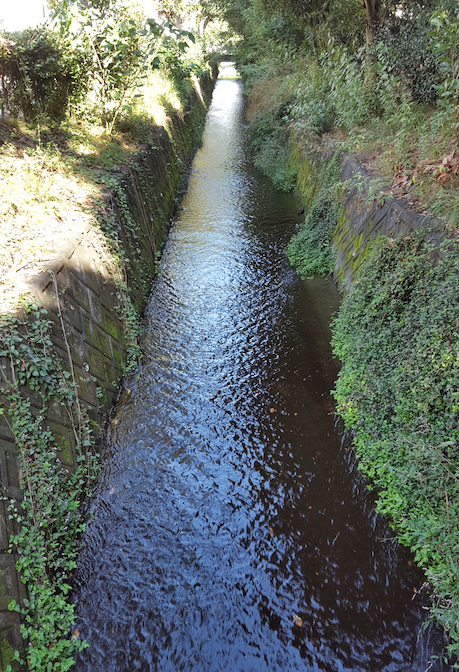
瀬名新川の上流（葵区瀬名１丁目）
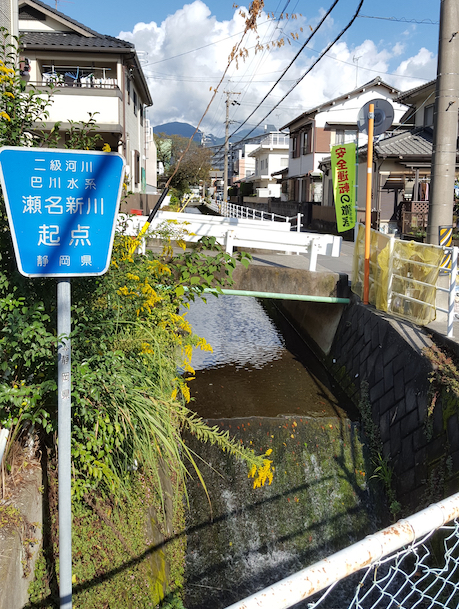
瀬名新川の管理起点（葵区東瀬名町）
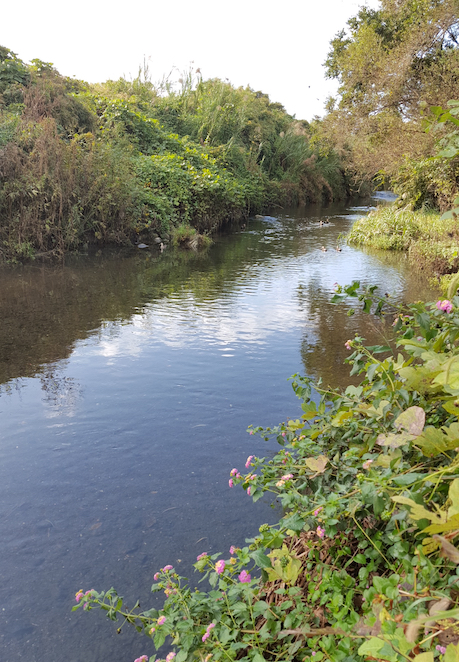
瀬名新川の下流（清水区鳥坂）
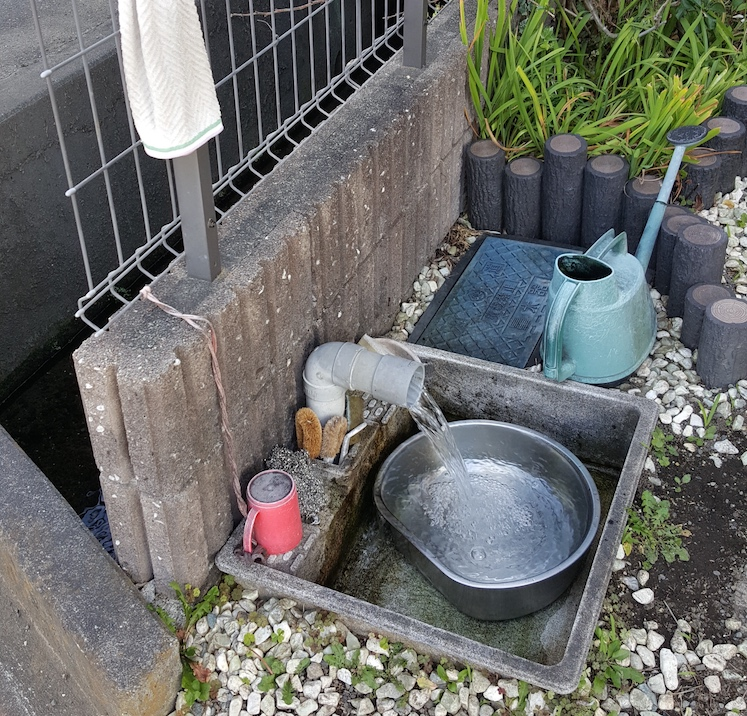
住宅街に自噴する地下水（静岡市葵区瀬名川）
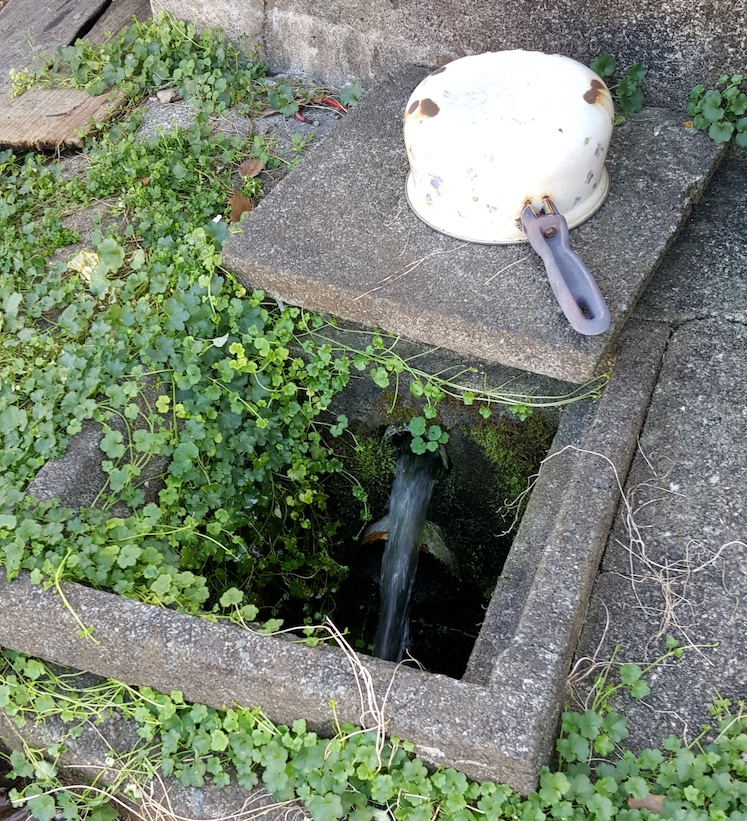
住宅街に自噴する地下水（静岡市葵区瀬名川）
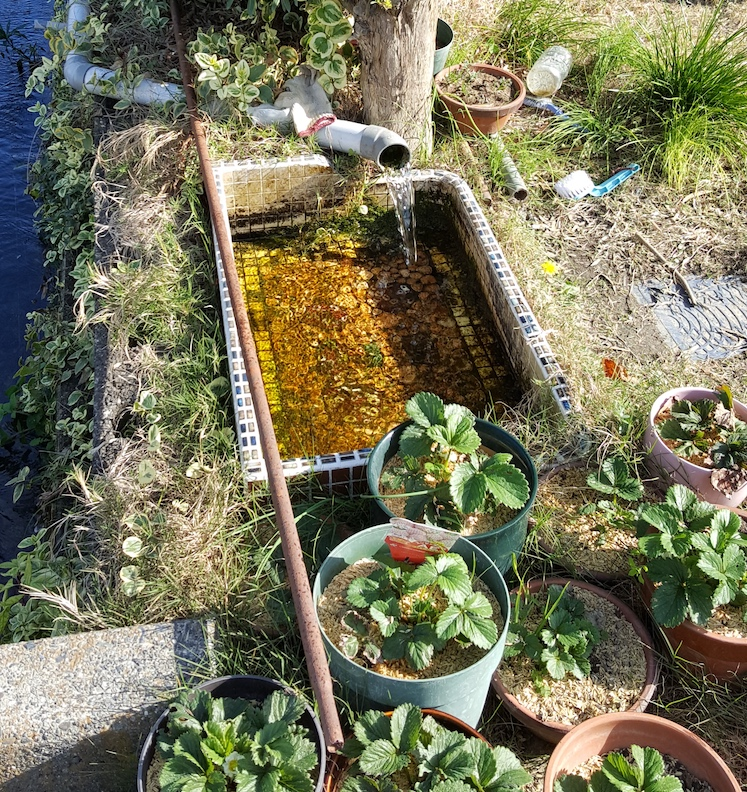
住宅街に自噴する地下水（静岡市葵区瀬名川）
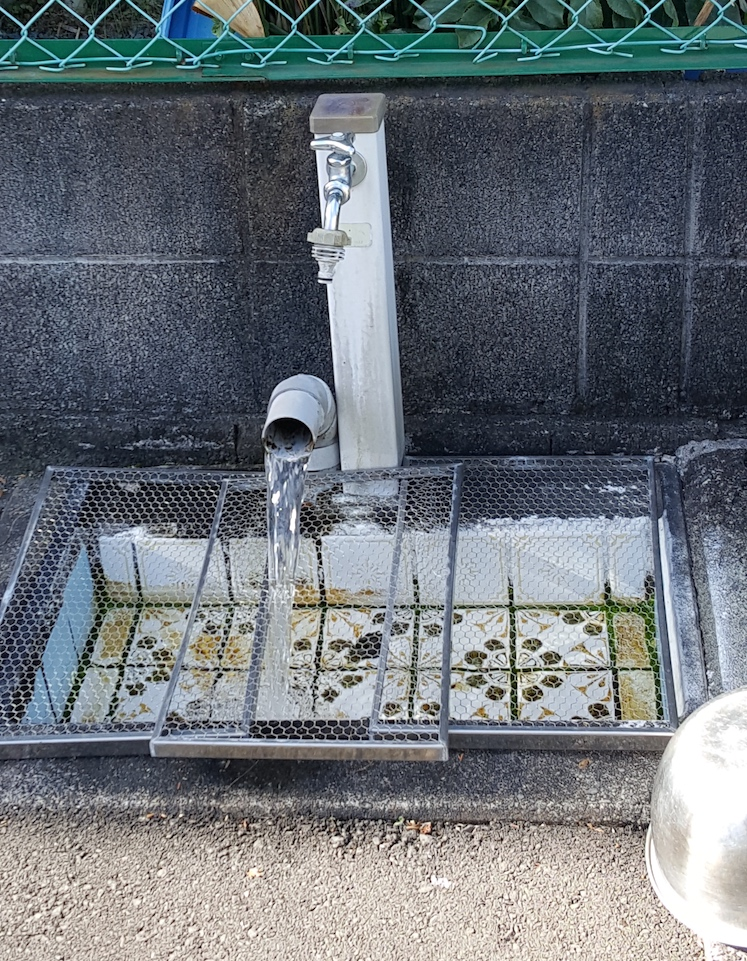
住宅街に自噴する地下水（静岡市葵区瀬名川）